# Magnus Jonsson (biathlon)
Pour les articles homonymes, voir Jonsson.
Kjell Magnus Jonsson, né le 4 avril 1982 à Sollefteå, est un biathlète suédois. Actif au niveau international à partir 2005, il participe en 2010 aux Jeux olympiques d'hiver de Vancouver. En 2011, il est médaillé de bronze du relais aux Championnats du monde avec l'équipe de Suède.

## Biographie
Sa carrière internationale démarre lors de la saison 2002-2003 a l'occasion des Championnats du monde junior. Il ne prend part à aucune compétition pendant deux ans, avant de faire se retour en 2005-2006 pour découvrir la Coupe du monde. Il y inscrit ses premiers points la saison suivante à Hochfilzen, endroit même il monte sur le podium dans un relais pour l'unique fois de sa carrière.
Après une participation au sprint des Jeux olympiques d'hiver de 2010, où il se classe seulement 78e, il réalise son meilleur résultat individuel à la poursuite de Kontiolahti, où il termine dixième.
En mars 2011 aux championnats du monde de Khanty-Mansiïsk, il se classe 50e du sprint puis 31e de la poursuite avant d'être aligné dans l'équipe de relais, en compagnie de Lindström, Bergman et Ferry, qui termine initialement au pied du podium. Mais la disqualification du relais russe quelques années plus tard à cause du dopage d'Ustyugov rapportera finalement aux Suédois la troisième place et la médaille de bronze. Il s'agit de la seule médaille internationale remportée par Magnus Jonsson au cours de sa carrière.

## Palmarès

### Jeux olympiques d'hiver
| Épreuve / Édition              | Individuel | Sprint | Poursuite | Départ groupé | Relais |
| Jeux olympiques 2010 Vancouver | —          | 78e    | —         | —             | —      |

### Championnats du monde
| Mondiaux / Épreuve   | Individuel | Sprint | Poursuite | Départ groupé | Relais                    | Relais mixte |
| 2007 Antholz         | —          | 33e    | 30e       | —             | —                         | —            |
| 2008 Östersund       | 42e        | —      | —         | —             | —                         | —            |
| 2009 Pyeongchang     | 72e        | 21e    | 15e       | 26e           | 9e                        | —            |
| 2011 Khanty-Mansiïsk | —          | 50e    | 31e       | —             | Médaille de bronze, monde | —            |
| 2012 Ruhpolding      | 86e        | 66e    | —         | —             | —                         | —            |

### Coupe du monde
- Meilleur classement général : 55e en 2012.
- Meilleur résultat individuel : 10e.
- 4 podiums en relais : 1 deuxième place et 3 troisièmes places.

#### Classements en Coupe du monde
| Saison    | Classement général final | Individuel | Sprint | Poursuite | Mass start |
| 2005-2006 | nc                       | nc         | nc     |           |            |
| 2006-2007 | 84e                      | nc         | nc     | 67e       |            |
| 2007-2008 | 66e                      | nc         | 49e    | nc        |            |
| 2008-2009 | 56e                      | nc         | 52e    | 45e       | 46e        |
| 2009-2010 | 62e                      | 81e        | 60e    | 55e       |            |
| 2010-2011 | 92e                      | nc         | 88e    | 72e       |            |
| 2011-2012 | 55e                      | nc         | 50e    | 52e       |            |
| 2012-2013 | 85e                      | nc         | 73e    | nc        |            |
| 2013-2014 | 70e                      | nc         | 58e    | 73e       |            |

### IBU Cup
- 1 victoire.